# Puentecillas, Ario
Puentecillas är en ort i Mexiko.   Den ligger i kommunen Ario och delstaten Michoacán de Ocampo, i den södra delen av landet, 270 km väster om huvudstaden Mexico City. Puentecillas ligger 2 100 meter över havet och antalet invånare är 184.
Terrängen runt Puentecillas är kuperad. Runt Puentecillas är det ganska glesbefolkat, med 48 invånare per kvadratkilometer. Närmaste större samhälle är Ario de Rosales, 6,4 km sydväst om Puentecillas. I omgivningarna runt Puentecillas växer huvudsakligen savannskog.